# Hartmut Bölts
Hartmut Bölts (nascido em 14 de junho de 1961) é um ex-ciclista alemão.
Bölts representou Alemanha Ocidental nos Jogos Olímpicos de 1984, na prova de contrarrelógio (100 km) e terminou em décimo segundo lugar.